# Ariel Rocha
Ariel Osvaldo Rocha (Avellaneda, Buenos Aires, Argentina; 29 de abril de 1973) es un exfutbolista argentino que se desempeñaba en la posición de arquero. Jugó en Victoriano Arenas, Ferro Carril Oeste, Independiente, Nueva Chicago y Arsenal de Sarandí de su país entre 1993 y 2004. Su debut en la Primera División de Argentina se produjo el 3 de abril de 1993 en la derrota 2-1 ante Boca Juniors. Hoy Rocha se encuentra retirado del fútbol, y lleva a su hijo a dar sus primeros pasos al Club Portela de Gerli.

## Clubes
| Club               | País      | Año       |
| ------------------ | --------- | --------- |
| Ferro Carril Oeste | Argentina | 1993-2000 |
| Independiente      | Argentina | 2000-2002 |
| Nueva Chicago      | Argentina | 2003      |
| Arsenal            | Argentina | 2004      |